# 山牡荆
山牡荆（学名：Vitex quinata），又名乌甜树、山埔姜为马鞭草科牡荆属下的一个种。

## 扩展阅读
- 維基物種上的相關：山牡荆